# Boubaker Zitouni
Boubaker Zitouni (ar. بوبكر الزيتوني; ur. 16 listopada 1965 w Tunisie) – tunezyjski piłkarz grający na pozycji bramkarza. W swojej karierze rozegrał 23 mecze w reprezentacji Tunezji.

## Kariera klubowa
Swoją karierę piłkarską Zitouni rozpoczął w klubie CO Transports. W 1983 roku zadebiutował w nim. W sezonie 1987/1988 wywalczył z nim wicemistrzostwo Tunezji oraz zdobył Puchar Tunezji. W 1990 roku odszedł do Club Africain, w którym grał do 1998 roku, czyli do końca swojej kariery. Wraz z Club Africain wywalczył dwa mistrzostwa Tunezji w sezonach 1991/1992 i 1995/1996, trzy wicemistrzostwa w sezonach 1990/1991, 1993/1994 i 1997/1998, a także zdobył dwa Puchary Tunezji w sezonach 1991/1992 i 1997/1998. W 1991 roku zdobył Puchar Mistrzów, a w 1998 roku Puchar CAF.

## Kariera reprezentacyjna
W reprezentacji Tunezji Zituoni zadebiutował 3 stycznia 1989 w wygranym 3:2 towarzyskim meczu z Gabonem, rozegranym w Libreville. W 1996 roku powołano go do kadry na Puchar Narodów Afryki 1996. Na tym turnieju był rezerwowym bramkarzem i nie rozegrał żadnego meczu. Od 1989 do 1997 rozegrał w kadrze narodowej 23 mecze.